# Максим Ковальов
Максим Юриeвич Ковальов (на украински: Максим Юрійович Ковальов) е украински професионален футболист, вратар, който играе като вратар за Спартак (Варна).